# Campocolinus
Campocolinus — рід куроподібних птахів родини фазанових (Phasianidae). Представники цього роду мешкають в Африці на південь від Сахари. Раніше їх відносили до роду Турач (Francolinus) або Лісовий турач (Peliperdix), однак за результатами низки молекулярно-генетичних досліджень були переведені до новоствореного роду Campocolinus.

## Види
Виділяють три види:
- Турач вохристоголовий (Campocolinus coqui)
- Турач білогорлий (Campocolinus albogularis)
- Турач Шлегеля (Campocolinus schlegelii)